# Al-‘Uzzá
Al-‘Uzzá var en förislamsk arabisk gudinna, och en av Mekkas tre huvudgudinnor. Al-‘Uzzá är omnämnd i Koranen (Sura 53:19), på ett sätt som indikerar att hon av preislamska araber sågs som en av Allahs döttrar tillsammans med Manāt och Allāt. Hon identifierades av Nabatéerna med Afrodite. 